# Sabueso montañés de Montenegro
El Sabueso montañés de Montenegro es una raza de perro poco frecuente originaria de los Balcanes.

## Nombres y reconocimiento oficial
Popularmente durante años, la raza ha sido conocida como "El cazador negro"; además, la denominación oficial de la FCI para esta raza era Yugoslavian Mountain Hound, actualizando su nombre al actual el 15 de julio de 1997. La raza había sido reconocida oficialmente el 8 de mayo de 1969 en Varsovia.

## Origen y estado actual
De origen común al de otros cazadores de esta región, la American Rare Breed Association la considera en peligro de desaparición.

## Apariencia
De colores negro y bronce, con un manto suave, durante años en el pasado. Mide entre 46 y 56 cm y pesa entre 20 y 25 ks. Es una raza cazadora de zorros, liebres y caza menor en general.
Esta raza tiene un fuerte parecido con el Austrian Black and Tan Hound